# Coulanges-lès-Nevers
 Coulanges-lès-Nevers  es una población y comuna francesa, situada en la región de Borgoña, departamento de Nièvre, en el distrito de Nevers y cantón de Nevers-Nord.

## Demografía
| 1586 | 1926 | 3116 | 3788 | 3544 | 3502 |
| Para los censos de 1962 a 1999 la población legal corresponde a la población sin duplicidades (Fuente: INSEE [Consultar]) |      |      |      |      |      |